# Dee-Nunatak
Der Dee-Nunatak ist ein Nunatak im westantarktischen Marie-Byrd-Land. Er ragt 1,5 km westlich des Rhodes-Eisfalls inmitten des Garfield-Gletschers im westlichen Teil der McDonald Heights auf.
Der United States Geological Survey kartierte ihn anhand eigener Vermessungen und Luftaufnahmen der United States Navy aus den Jahren von 1959 bis 1965. Das Advisory Committee on Antarctic Names benannte ihn 1974 nach Leutnant Thomas H. Dee von der US Navy, medizinischer Offizier auf der Byrd-Station im Jahr 1970.